# Saitō Toshinaga
Saitō Toshinaga est un nom japonais traditionnel ; le nom de famille (ou le nom d'école), Saitō, précède donc le prénom (ou le nom d'artiste).
Saitō Toshinaga (斎藤 利永, ?-16 juin 1460) est un daimyo de l'époque Muromachi de l'histoire du Japon. Fils de Saitō Sōen (斎藤宗円), shugo de la province de Mino et frère ainé de Saitō Myōchin, cela fait de lui l'oncle du seigneur de guerre Saitō Dōsan. Par sa première épouse, il est le père de Saitō Toshifuji (斎藤利藤) et Saitō Noriaki (斎藤典明). Sa seconde femme, née au sein du clan Akamatsu, donne naissance à Saitō Myōjun (斎藤妙純), Saitō Toshiyasu (斎藤利安), Saitō Toshitsuna (斎藤利綱) et Saitō Toshitaka (斎藤利隆).

## Histoire
En 1444, Sōen tue le shugodai de la province de Mino, membre du clan Tomishima (富島氏, Tomishima-shi) et déclenche une guerre civile dans la province. Pour soutenir son père, Toshinaga construit le château d'Izumi pour servir de base au clan Saitō. Lorsque Sōen est assassiné en 1450, Toshinaga prend le contrôle du clan et devient le shugo de la province.
Quand le fils de Toki Mochimasa (土岐持益) meurt en 1456 s'élève une dispute pour déterminer qui sera le successeur de Mochimasa. Le petit-fils de Mochimasa, qui n'a que 3 ans à l'époque, est nommé pour être le successeur mais Toshinaga s'y oppose. Toki Shigeyori est finalement choisi comme successeur. Toshinaga meurt quelques années plus tard en 1460 de complications liées à la paralysie. Son fils aîné, Toshifuji, lui succède.

## Source de la traduction
- (en) Cet article est partiellement ou en totalité issu de l’article de Wikipédia en anglais intitulé « Saitō Toshinaga » (voir la liste des auteurs).